# Bryan Lasme
Bryan Lasme (Montauban, 14 novembre 1998) è un calciatore francese, attaccante del Grasshoppers in prestito dallo Schalke 04.

## Caratteristiche tecniche
È un'ala destra.

## Carriera

### Club
Cresciuto nel settore giovanile del Sochaux, debutta in prima squadra il 20 gennaio 2017 in occasione dell'incontro di Ligue 2 pareggiato 3-3 contro il Clermont Foot; nel 2018 viene prestato per una stagione al SO Cholet dopodiché viene promosso in pianta stabile in prima squadra.
Nel 2021 si trasferisce all'Arminia Bielefeld.
Il 24 giugno 2023 firma un contratto quadriennale con lo Schalke 04.

### Nazionale
Nel 2018 ha segnato un gol in 3 presenze con la maglia della nazionale francese Under-20.

## Statistiche

### Presenze e reti nei club
Statistiche aggiornate al 6 settembre 2021.
| Stagione                 | Squadra                  | Campionato               | Campionato | Campionato | Coppe nazionali | Coppe nazionali | Coppe nazionali | Coppe continentali | Coppe continentali | Coppe continentali | Altre coppe | Altre coppe | Altre coppe | Totale | Totale |
| Stagione                 | Squadra                  | Comp                     | Pres       | Reti       | Comp            | Pres            | Reti            | Comp               | Pres               | Reti               | Comp        | Pres        | Reti        | Pres   | Reti   |
| ------------------------ | ------------------------ | ------------------------ | ---------- | ---------- | --------------- | --------------- | --------------- | ------------------ | ------------------ | ------------------ | ----------- | ----------- | ----------- | ------ | ------ |
| 2014-2015                | Sochaux                  | CFA                      | 1          | 0          |                 | -               | -               |                    | -                  | -                  |             | -           | -           | 1      | 0      |
| 2015-2016                | Sochaux                  | CFA                      | 2          | 0          |                 | -               | -               |                    | -                  | -                  |             | -           | -           | 2      | 0      |
| 2016-2017                | Sochaux                  | CFA2                     | 19         | 2          |                 | -               | -               |                    | -                  | -                  |             | -           | -           | 19     | 2      |
| 2017-2018                | Sochaux                  | N3                       | 15         | 1          |                 | -               | -               |                    | -                  | -                  |             | -           | -           | 15     | 1      |
| 2018-2019                | Sochaux                  | N3                       | 1          | 2          |                 | -               | -               |                    | -                  | -                  |             | -           | -           | 1      | 2      |
| 2016-2017                | Sochaux                  | L2                       | 1          | 0          | CF+CdL          | 0               | 0               |                    | -                  | -                  |             | -           | -           | 1      | 0      |
| 2017-2018                | Sochaux                  | L2                       | 9          | 1          | CF+CdL          | 0               | 0               |                    | -                  | -                  |             | -           | -           | 9      | 1      |
| 2018-2019                | Sochaux                  | L2                       | 1          | 0          | CF+CdL          | 0+1             | 0               |                    | -                  | -                  |             | -           | -           | 2      | 0      |
| 2018-2019                | SO Cholet                | N                        | 16         | 0          | CF+CdL          | 1+0             | 0               |                    | -                  | -                  |             | -           | -           | 17     | 0      |
| 2019-2020                | Sochaux 2                | N3                       | 1          | 1          |                 | -               | -               |                    | -                  | -                  |             | -           | -           | 1      | 1      |
| 2019-2020                | Sochaux                  | L2                       | 15         | 3          | CF+CdL          | 0+1             | 0+1             |                    | -                  | -                  |             | -           | -           | 16     | 4      |
| 2020-2021                | Sochaux                  | L2                       | 32         | 9          | CF              | 2               | 0               |                    | -                  | -                  |             | -           | -           | 34     | 9      |
| 2021-2022                | Arminia Bielefeld        | BL                       | 23         | 2          | CG              | 2               | 2               |                    | -                  | -                  |             | -           | -           | 25     | 4      |
| 2022-2023                | Arminia Bielefeld        | 2.B                      | 32+2       | 7+0        | CG              | 2               | 1               |                    | -                  | -                  |             | -           | -           | 36     | 8      |
| Totale Arminia Bielefeld | Totale Arminia Bielefeld | Totale Arminia Bielefeld | 55+2       | 9+0        |                 | 4               | 3               |                    | -                  | -                  |             | -           | -           | 61     | 12     |
| 2023-2024                | Schalke 04               | 2.B                      | 27         | 4          | CG              | 2               | 0               |                    | -                  | -                  |             | -           | -           | 29     | 4      |
| Totale carriera          | Totale carriera          | Totale carriera          | 197        | 32         |                 | 11              | 4               |                    | -                  | -                  |             | -           | -           | 208    | 36     |